# Phalaenopsis violacea
Phalaenopsis violacea H.Witte, 1861è una specie appartenente alla famiglia delle Orchidacee nativa del Sud-est asiatico.

## Descrizione
È una epifita e si trova ad altezze di circa 150 metri. 
Le foglie sono lunghe e strette, ellittiche e leggermente ondulate ai bordi. Sono leggermente carnose e di un verde intenso, lucide nella faccia superiore e opache senza peli in quella inferiore. Mostra generalmente 5-6 foglie, che si rinnovano nel numero di una o due all'anno.
I fiori misurano da tre a quattro centimetri, e nascono in successione lungo un ramo sottile di circa 15 cm, privo di foglie (afillo), e sono mediamente quattro-sette per infiorescenza. Sono disposti alternati e molto vicini tra loro. Fiorisce in primavera e occasionalmente nei primi periodi dell'autunno; l'infiorescenza dura fino all'estate. Ne restano aperti circa tre per volta, sprigionando un profumo molto intenso e gradevolissimo.

## Distribuzione e habitat
In natura si trova nelle foreste tropicali della penisola malese, a Sumatra e nel Borneo.
Cresce tra i rami degli alberi, a medie altezze, dove la vegetazione sovrastante scherma i raggi solari ma non completamente, garantendogli una luce solare parzialmente oscurata.
L'humus dalla decomposizione del legno, escrementi di uccelli tropicali e foglie in decomposizione assicurano un costante terreno fertile.

## Tassonomia
Ad oggi sono state descritte le seguenti varietà e forme:
- Phalaenopsis violacea f. coerulea
- Phalaenopsis violacea var. alba
- Phalaenopsis violacea var. albescens
- Phalaenopsis violacea var. murtoniana
- Phalaenopsis violacea var. punctata
- Phalaenopsis violacea var. bowringiana

Si noti che della forma tipo di Phalaenopsis violacea esistono variazioni, che si manifestano principalmente nella forma e nel colore del fiore, dovute ai differenti areali di distribuzione delle diverse popolazioni; si prendono in considerazione, quindi, forme di Phalaenopsis violacea spesso indicando, con la dicitura di "varietà", la località di appartenenza. Ad esempio, se si vuole far presente che un clone di Phalaenopsis violacea proviene dall'isola di Sumatra, si scriverà Phalaenopsis violacea var. Sumatra.

## Conservazione
La Lista rossa IUCN classifica Phalaenopsis violacea come specie vulnerabile.

## Coltivazione
Tra le circa cinquanta specie del genere, Phalaenopsis violacea, diversamente da quanto si crede non è così delicata da coltivare in casa.
Generalmente, come per le altre specie di Phalaenopsis, si utilizza un substrato di pezzetti di corteccia, molto lasso, che lasci traspirare al massimo le radici e faccia defluire l'acqua in eccesso. 
Volendo si può aggiungere polistirolo e perlite che servono a rendere il terreno più drenante, ovvero a far scendere più facilmente l'acqua dell'irrigazione.
La concimazione dovrebbe avvernire una o due volte al mese. Non avendo terriccio è indispensabile che le concimazioni siano diluite ma costanti. Il concime deve essere sciolto nell'acqua nella quantità standard di 1 g per litro d'acqua di irrigazione. Si consiglia di usare durante l'anno la formula 20:20:20, ovvero 20 parti di azoto (N), 20 parti di fosforo (P), 20 parti di potassio (K), che è quella più diffusa in commercio. In primavera sarebbe meglio usare la formula 30 N:10 P:10 K, perché l'azoto favorisce la ripresa vegetativa. In autunno, per favorire la fioritura, si fa il contrario: con la formula 10 N: 30 P : 20 K si somministra più fosforo e potassio.
Il rinvaso va effettuato durante la ripresa vegetativa, quando compaiono le nuove radici ma non durante la fioritura. La pianta va bagnata per evitare le rotture delle radici, che se non sono umide risultano molto secche e fragili. Una volta tolta la pianta dal vecchio vaso si può procedere, con forbici disinfettate, alla rimozione delle radici secche e alla pulitura di quelle giovani. Ponendo poi molta cautela nei riguardi delle radici si pone la pianta nel nuovo vaso, precedentemente pulito e disinfettato per evitare infezioni alle parti tagliate, e riempito con terreno adatto. Una volta rinvasata è meglio non innaffiarla per almeno una settimana, lasciarla al riparo dalla luce diretta del sole e evitare sbalzi di temperatura nella stanza. Questo passo è fondamentale per far sì che le parti tagliate possano cicatrizzare meglio. Pian piano si possono riprendere le innaffiature ma senza il concime.
Appena si nota una crescita delle radici o formazione di radici nuove si può riprendere la concimazione.
Bisognerebbe innafiare per immersione, stando attenti a non lasciare acqua nel sottovaso, o meglio ancora non usarlo. Mai nebulizzare acqua sulle foglie, porta solo a marciumi del colletto, ne sui fiori, ma garantire alla pianta una buona umidità ambientale.

Da quando si acquista, necessita un periodo di almeno 6 mesi per ambientarsi al meglio alla casa e soprattutto alla luce. Quindi si raccomanda di tenerla in un ambiente umido (ad esempio il bagno) e non spostarla di stanza (o dovrà riambientarsi). 
È necessario porre attenzione alla temperatura (18-25 °C è l'ideale): non dovrebbe mai essere troppo fredda né troppo calda (sopra i 30 gradi). In estate è d'obbligo tenerle in un ambiente poco soleggiato ma non buio, molto ventilato (ma senza correnti fredde) e umido.

## Usi
- Viene utilizzata per produrre ibridi con altre specie proprio per il suo caratteristico profumo.